# Glasögonsjöarna
Glasögonsjöarna är en sedan gammalt använd benämning på två i Borås kommun belägna sjöar med de officiella namnen Stora Hässleholmssjön och Lilla Hässleholmssjön.